# Gabriel von Max
Gabriel Cornelius von Max (født 23. august 1840 i Prag, død 24. november 1915 i München) var en tysk maler.
Han var søn og elev af billedhugger Joseph Max, uddannedes videre på akademierne i Prag, Wien og  München (Piloty) og var 1879—83 professor ved sidstnævnte akademi. Max blev stemningsmaleren i den Pilotyske skole; som han i sit første arbejde (fra 1862): de 12 tegninger til kompositioner af Beethoven og andre søgte at fæstne billedlig de musikalske indtryk, stræbte hans kunst gennemgående hen mod at vække emotioner af musikalsk-følsom art. Emnerne er mest sorg og lidelse, først og fremmest martyrhistorier (Den hellige Ludmilla 1865, Bostongaleriet], Ung kristen kvindelig martyr 1867 et cetera). Fremstillingen rummer megen følsomhed og medfølen, men også føleri; i kolorittens ofte fint samstemte, lysblege toner forstærker den gullig-grønne, til tider næsten ligagtige lød indtrykket af det sygelig sensitive. Det sensationelle i flere af Max' arbejder, kunststykket Kristushovedet med de på én gang åbne og lukkede øjne (1874, udstillet i København), Kristus på korset (1883) med mere, gav bismag af noget uægte gennem vandreudstillingers reklamearrangements. På den internationale kunstudstilling i København 1897 sås blandt andet hans Visioner. 
Af Max' mange værker skal her blot nævnes Nonne i klosteret (1869, museet i Hamburg), Anatom ved en ung piges lig, Julie på dødslejet, Kristus opvækker Jairi datter, Fuldbragt (1883), Kristus helbreder et barn (1884, Berlins Nationalgaleri), Fadervor (Dresdens museum, 1887), adskillige madonnabilleder, således et fra 1885 i Leipzigmuseet, de opsigtsvækkende Løvebruden, Barnemordersken (1878, Hamburgs Kunsthalle) og Margrete i Walpurgisnat (1873) (stærkt litterært anlagt syslede Max i det hele meget med Goethes Faust; også illustrationer til Ludwig Uhland, Friedrich Schiller, Nikolaus Lenau m. v.), tendensbilledet Vivisektor (1883), hans, delvis satiriske, abebilleder (Kränzchen i Münchens pinakotek, det 1894 udstillede Pithecantropus, en abefamilie, der skulde vise overgangstypen fra abe til menneske, og som skænkedes Häckel på hans 60-årige fødselsdag), endelig spiritistisk farvede arbejder som Åndehilsen (1879), Seersken fra Prevorst og Katharina Emmerich (1885, pinakoteket i München). Finest virker han gerne i mere enkle billeder, der gengiver unge drømmende kvindeskikkelser (Søstre fra 1876 i Berlins Nationalgaleri, Rekonvalescenten i Ny Carlsbergs Glyptotek m. v.). 